# كارل لاسي
كارل لاسي (بالإنجليزية: Karl Lacey)‏ هو لاعب كرة القدم الغالية أيرلندي، ولد في 10 سبتمبر 1984 في دونيجال ‏ في جمهورية أيرلندا.